# Lange Nacht
Eine Lange Nacht ist eine Veranstaltungsform, bei der die Öffnungszeiten einer oder mehrerer gleichartiger Stätten bis in die Nachtstunden ausgedehnt werden und mit einer gemeinsamen Eintrittskarte besucht werden können. Dabei ist der Beginn in der Regel schon am „helllichten Tag“, meistens mittags oder am frühen Nachmittag, und viele "Lange Nacht"-Programme gehen nicht mal bis Mitternacht. Im deutschsprachigen Raum hat vor allem die Lange Nacht der Museen einen hohen Bekanntheitsgrad.

## Die AnfängeLanger Nächte
Die Bezeichnung „lange Nacht der/des …“ für Veranstaltungen verbreitete sich Ende der 1980er / Anfang der 1990er Jahre vor allem im Literaturbetrieb.
- Die Internationale Gesellschaft für Neue Musik Sektion Österreich veranstaltete erstmals am 6. November 1987 (und dann bis ca. 2002) unter dem Namen „lange Nacht der neuen Klänge“ ein Konzertprogramm junger österreichischer Komponisten von achtzehn Uhr bis ein Uhr nachts in allen Sälen und in den Foyers des Wiener Konzerthauses.[1][2] Es gab bereits mehrere Stationen, aber sie befanden sich alle unter einem Dach, und die Ausweitung der Öffnungszeit war moderat.
- 1989 wurde von der jährlich stattfindenden Lesung Die lange Nacht der Literatur bzw. Die lange Nacht der Kaffeehausliteratur berichtet, die am 21. April im Zeichen des zehnjährigen Jubiläums von Literatur im Café mit neun Autoren vom Klub der Wiener Kaffeehausbesitzer veranstaltet wurde, beginnend in drei Kaffeehäusern und mit mitternächtlichem Finale im Café Central.[3] (Weitere Veranstaltung 1989 am 17. November.)[4] Am 15. November 1990 fand die Veranstaltung in sieben Kaffeehäusern mit Autoren und Schauspielern statt.[5] Es gab verteilte Veranstaltungsstätten, aber keine Ausweitung der Öffnungszeiten.
- Ebenfalls 1989 wurde Die lange Nacht der Literatur mit namhaften Literaten Österreichs vom Forum Stadtpark in Graz abgehalten und drei Stunden lang im Fernsehen live übertragen.[6] Im folgenden Jahr wurde ein Beitrag für die ORF-Sendung Kunst-Stücke gedreht.[7]
- 1990 fand die erste Lange Nacht der Autoren als erfolgreicher Versuch des INKAS (Institut für Kreatives Schreiben) in Bingen am Rhein statt.[8][9]
- Anlässlich der Wiesbadener Buchhändlertage fand am 5. April 1990 die Lange Nacht der Poeten – Das Literaturfest im Malersaal des Hessischen Staatstheaters Wiesbaden statt.[10]
- 1992 fand im Rahmen des 6. Gesamtdeutschen Schriftstellerkongresses des Freien Deutschen Autorenverbandes vom 28. Februar bis 1. März auf der Wartburg eine Lange Nacht der Autoren statt.[11]
- Am 17. Jänner 1994 fand die erste Lange Nacht des Hörspiels mit Vergabe des Preises Hörspiel des Jahres 1993 im Wiener Funkhaus als Radioübertragung und Publikumsveranstaltung statt.[12][13] Später wurde die Veranstaltung auf weitere österreichische Städte ausgedehnt.[14]

## Zusammenarbeit fürLange Nächte
Zur Langen Nacht der Museen in Berlin schlossen sich Museen erstmals 1997 zusammen, um ihre Sammlungen zu einer ungewöhnlichen Zeit gemeinsam einem großen Publikum zu präsentieren. Dieses erfolgreiche Vorbild wurde später in zahlreichen Städten und Ländern aufgegriffen und auch von Veranstaltern aus anderen Bereichen übernommen, u. a. von Kirchen, wissenschaftlichen Einrichtungen und Unternehmen.

## EinzelneLange Nächte(Auswahl)
- Lange Nacht der Autoren (Lange Lesenacht erstmals 1990 in Bingen)
- Lange Nacht der Bibliotheken (seit spätestens 2005 in NRW )
- Lange Nacht der Bücher (Lange Buchnacht erstmals 1998 in Berlin-Kreuzberg)
- Lange Nacht der Chöre (erstmals 2013)
- Lange Nacht der Feuerwehren (erstmals 2012 anlässlich 140 Jahre Landesfeuerwehrverband Tirol)
- Lange Nacht der Forschung (erstmals 2005 in Österreich, im selben Jahr erstmals European Researchers' Night ohne D-A-CH-Beteiligung)
- Lange Nacht der Hotelbars (erstmals 2000 in Berlin, 2005 in Zürich)
- Lange Nacht der Industrie (erstmals 2008 in Hamburg )
- Lange Nacht der Kirchen (Nacht der Kirchen seit 1995 in Frankfurt; sonst erstmals 2003 in Hannover)
- Lange Nacht der Kultur
- Lange Nacht der Labore (erstmals 2012 in Lübeck im Rahmen Stadt der Wissenschaft 2012, Motto: "Hanse trifft Humboldt") 2014 2. Lübecker Lange Nacht der Labore, die Veranstaltung soll turnusmäßig alle 2 Jahre in Lübeck stattfinden. (Stand: 5/2015)
- Lange Nacht der Literatur (erstmals 2014 in Hamburg)
- Lange Nacht der Museen (erstmals 1997 in Berlin)
- Lange Nacht der Musik (erstmals 2000 in Wien und München)
- Lange Nacht des Sports (erstmals 2006 in München)
- Lange Nacht der Theater / Lange Nacht der Bühnen
- Lange Nacht des Verbraucherschutzes (erstmals 2003 in Berlin anlässlich des 50. Geburtstags der Verbraucherzentrale Berlin)
- Lange Nacht der Wissenschaften (erstmals 2000 in Bonn)